# أرمينيا الفارسية
أرمينيا الساسانية، تعرف أيضًا باسم أرمينيا الفارسية وبيرس أرمينيا (بالأرمينية: Պարսկահայաստան – Parskahayastan)، قد تشير التسمية إما إلى الفترات التي كانت فيها أرمينيا (باللغة البهلوية: أرمين) تحت سيادة الإمبراطورية الساسانية، أو تشير على وجه التحديد إلى أجزاء أرمينيا التي كانت تحت سيطرة الإمبراطورية مثل ما بعد تقسيم 387 حين دُمجت أجزاء من أرمينيا الغربية في الإمبراطورية الرومانية في حين أصبحت بقية أرمينيا تحت السيادة الساسانية مع الحفاظ على مملكتها الموجودة آنذاك حتى عام 428.
في عام 428، التمس النبلاء الأرمن من بهرام الخامس عزل أرتاكسياس الرابع (حكم في 422)؛ ألغى بهرام الخامس (حكم بين 420-438) مملكة أرمينيا وعيّن فيه مير شابور مرزبانًا (أي حاكم مقاطعة حدودية ، «مارغريف») للبلاد ، وكان ذلك بداية حقبة جديدة تُعرف باسم فترة مارزباناتي (بالأرمينية: Մարզպանական Հայաստան – Marzpanakan Hayastan)، وهي فترة حكم فيها المرزبان، الذي رشحه الإمبراطور الساساني، أرمينيا الشرقية، على عكس أرمينيا الغربية البيزنطية التي كان يحكمها العديد من الأمراء، ثم الحكام لاحقًا، تحت السيادة البيزنطية. انتهت فترة مارزباناتي بالغزو العربي لأرمينيا في القرن السابع، حين تأسست إمارة أرمينيا. خضع ما يقدر بثلاثة ملايين أرمني للمارزبان الساساني خلال هذه الفترة.
تم منح المرزبان سلطة عليا، حتى أنه فرض أحكام الإعدام، لكنه لم يستطع التدخل في امتيازات النخرار الأرمنيين التي امتدت لزمن طويل. تمتعت البلاد ككل باستقلال ذاتي كبير. اقتصر منصب هازارابت، المقابل لمكتب وزير الداخلية والأشغال العامة والمالية، على الأرمن أغلب الأحيان، في حين لم يُمنح منصب سبارابت (القائد العام) إلا لأرميني. كان لكل نخرار جيشه الخاص، وفقًا لنطاق سيطرته. عملت «قوات الفرسان الوطنية» أو «الجيش الملكي» تحت قيادة القائد العام. كان جباة الضرائب جميعهم من الأرمن. أشرف رجال الدين الأرمن على محاكم العدل والمدارس. تكرر تحول نخرار أرمني إلى مرزبان، كما فعل فاهان ماميكونيان عام 485 بعد فترة من التمرد ضد الإيرانيين.
نفذ الملوك الإيرانيون إجراءات قمعية ضد المسيحية في أرمينيا ثلاث مرات خلال الفترة المارزبانية. تسامح الإيرانيون مع اختراع الأبجدية الأرمنية وتأسيس المدارس، معتقدين أنها ستشجع على الفصل الروحي لأرمينيا عن البيزنطيين، ولكن على العكس من ذلك، أثبتت الحركة الثقافية الجديدة بين الأرمن أنها معززة للعلاقات مع بيزنطة.

## خلفية
أصبحت المسيحية دين الدولة في أرمينيا عام 301. في عام 367، قُسمت أرمينيا بين إيران الساسانية والإمبراطورية الرومانية. عززت الأولى سيطرتها على شرق أرمينيا بعد سقوط مملكة أرشكوني الأرمنية عام 428.

## تاريخها

### مرزبانات (428-646)
في عام 428، طلب النبلاء الأرمن، النخرار، غير الراضين عن حكم أرتكسياس الرابع، من الإمبراطور بهرام الخامس إقالته. ألغى بهرام الخامس مملكة أرمينيا وعين فيه مير شابور مرزبانًا (حاكم مقاطعة حدودية، «مارغريف») على البلاد.
في عام 465، عين الإمبراطور الساساني بيروز الأول (459-484) أدهور غوشناسب مرزبانًا على أرمينيا، ليحل محل أدهور هرمزد. في عام 475، قُتلت الأميرة الماميكونية شوشانيك على يد زوجها الأمير فارسكن، الذي اعتنق آنذاك الديانة الزرادشتية، لأنها رفضت قلب دينها وأرادت البقاء مسيحية. أعدم فارسكين على يد فاختانغ الأول ملك أيبيريا.

## أعلام
- راهزاد
- الجالينوس

## وصلات خارجية
- التاريخ الأرمني
- خريطة تمدد الإمبراطورية الساسانية عبر الزمن